# Parafia Najświętszego Serca Pana Jezusa w Świnoujściu
Parafia pw. Najświętszego Serca Pana Jezusa w Świnoujściu – rzymskokatolicka parafia należąca do dekanatu Świnoujście, archidiecezji szczecińsko-kamieńskiej, metropolii szczecińsko-kamieńskiej. Została erygowana w roku 1978.

## Zasięg parafii
Do parafii należą wierni z następujących dzielnic Świnoujścia:
- Przytór
- Łunowo
- Karsibór